# 穆尚 (热尔省)
穆尚（法語：Mouchan，法語發音：[muʃɑ̃]）是法国热尔省的一个市镇，属于孔东区。

## 地理
穆尚（43°54'16"N, 0°17'57"E）面积13.11 平方千米，位于法国奧克西塔尼大區热尔省，该省份为法国西南部内陆省份，北起顺时针与洛特-加龙省、塔恩-加龙省、上加龙省、上比利牛斯省、大西洋比利牛斯省和朗德省接壤。
与穆尚接壤的市镇（或旧市镇、城区）包括：博蒙、卡赛涅、贡德兰、拉勒桑格勒、洛拉厄、芒桑科姆、巴伊斯河畔瓦朗斯。

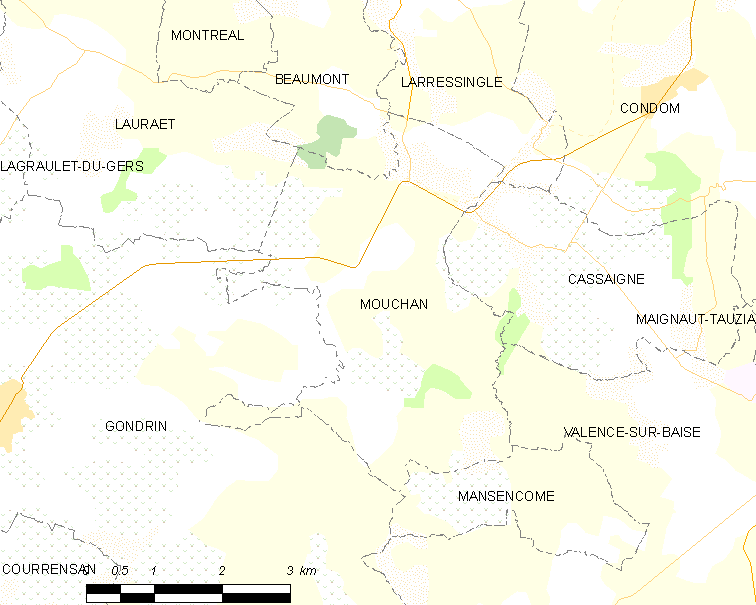
的OSM定位图

穆尚的时区为UTC+01:00、UTC+02:00（夏令时）。

## 行政
穆尚的邮政编码为32330，INSEE市镇编码为32292。

## 政治
穆尚所属的省级选区为阿马尼亚克-泰纳雷兹县。

## 人口

1962-2008年间人口变化图示

穆尚于2022年1月1日时的人口数量为385人。